# Eutettix latus
Eutettix latus är en insektsart som beskrevs av Hepner 1942. Eutettix latus ingår i släktet Eutettix och familjen dvärgstritar. Inga underarter finns listade i Catalogue of Life.